# Ihor Fedorovics Kosztyin
Ihor Fedorovics Kosztyin (ukránul: Ігор Федорович Костін; Chișinău, 1936. december 27. – Kijev, 2015. június 9.) ukrán mérnök, fényképész, fotóriporter és operatőr. A Novosztyi hírügynökség munkatársaként egyike volt azon fotóriportereknek, akik a csernobili atomerőmű baleset helyszínéről elsőként készíthettek felvételeket. A robbanást követő órákban munkatársával egy helikopterről készített felvételeket, de a magas radioaktív sugárzás miatt csak Kosztyin egy felvétele maradt használható. Ez később a csernobili baleset egyik emblematikus fotójává vált. Kosztyin a balesetet követő 13 napban tartózkodott a helyszínen, majd a következő években többször is visszatért a munkálatok dokumentálása céljából. 2015. június 9-én 78 évesen közlekedési balesetben vesztette életét Kijevben.